# Песочинский, Николай Викторович
Николай Викторович Песочинский (род. 6 июля 1956, Ленинград) — российский театровед, историк театра и театральный критик.

## Биография
Закончил театроведческий факультет Ленинградского государственного института театра, музыки и кинематографии (1978) и аспирантуру этого же института; в 1983 защитил диссертацию на тему «Проблемы актёрского искусства в театральной концепции В. Э. Мейерхольда». Кандидат искусствоведения, профессор кафедры русского театра.
В 1987—1995 гг. — научный сотрудник Российского института истории искусств.
С 1980 преподаёт в ЛГИТМиК (Санкт-Петербургская государственная академия театрального искусства, ныне — Российский государственный институт сценических искусств) историю русского театра XX века, сравнительную историю режиссуры, анализ спектакля, историю и методологию театроведения. Опубликовал работы о Вс. Мейерхольде, А. Васильеве, Э. Някрошюсе, А. Могучем, Л. Додине, О. Коршуновасе, К. Люпе, Л. Персевале, Ю.Бутусове, А.Галибине, Климе, К.Варликовском и других режиссёрах, о методологии и теории исследований театра. Автор «Петербургского театрального журнала», журналов «Театр», «Современная драматургия» и др.
Был приглашённым преподавателем в Йельском университете, Уэслеанском Университете (США), Корейском национальном университете искусств, Орхусском университете (Дания) и др.
Участвовал в издании антологий «Мейерхольд в русской театральной критике», «Любовь к трем апельсинам, журнал доктора Дапертутто», «Мейерхольд: К истории творческого метода».
Член жюри национальной театральной премии «Золотая маска» 2009, 2012, 2015, 2019 г.
Эксперт премии «Театральный роман» в области театральной литературы.
Эксперт молодёжной театральной премии «Прорыв».
Участвовал в конференциях Международной ассоциации театральных исследований FIRT.
Член российской Ассоциации театральных критиков.
Член Исполкома Международной ассоциации театральных критиков (IATC).